# Ceylonesischer Rixdollar
Der Ceylonesische Rixdollar war bis 1828 die Standardwährung von Ceylon. Er wurde unterteilt in 48 Stivers, die wiederum jeweils 4 Duit Wert waren. Weitere Einheiten wie das Fanam und das Larin waren ebenso im Wert von 4 und 9½ Stiver im Umlauf. Die Bezeichnung der Währung leitete sich von den niederländischen Währungseinheiten der damaligen Zeit, dem Rijksdaalder und dem Stuiver, obwohl der Rijksdaalder in 50 Stuiver unterteilt war.
Der Rixdollar wurde schließlich durch das Britische Pfund ersetzt. Durch Beschluss vom 23. März 1825 wurde festgelegt, dass in den indischen Kolonien zu Buchhaltungszwecken staatlicher Stellung nur noch in englischer bzw. Rupien-Währung gerechnet werden durfte. Für Ceylon wurde festgesetzt, dass der Rikstaler (= 2½ fl.) mit 1 ' 6 d. zu verrechnen sei. Für die gemäß der indischen Regulation VII von 1833 geprägten neuen Sikka-Rupien galt pro Taler ein Kurs von 2'1d für die Ausgaben Bengalens, die Rupien von Bombay und Madras wurden mit 1' 11d. angesetzt. Das französische 5-Franc-Stück (40 St. pro kg Silber, 9/10 fein) war 4' wert.

## Münzen

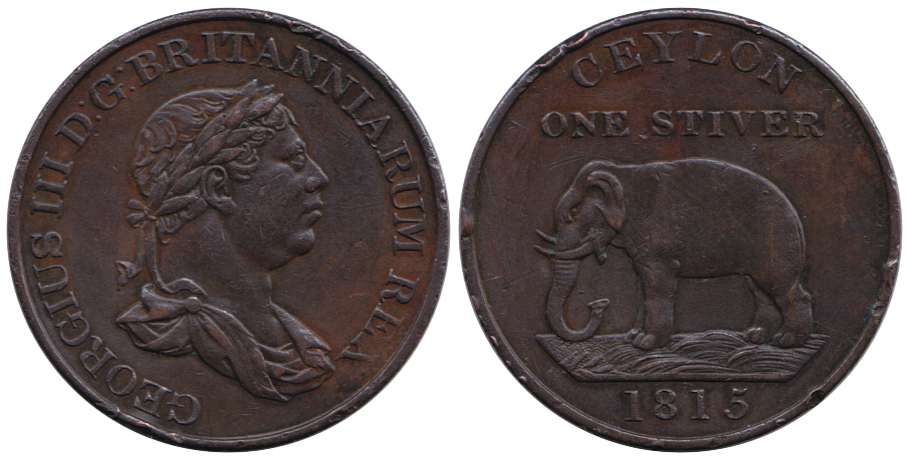
Eine Stiver-Münze, die 1815.

Die Niederländische Ostindien-Kompanie (VOC) verausgabte im 18. Jahrhundert  Münzen in den Nennwerten von ⅛ und 1 Duit, ¼, 1, 2 und 4¾ Stuiver und 1 Rixdollar.
Nachdem Großbritannien Ceylon übernommen hatte, wurden 1801 Münzstücke (plumpe, ausgeschlagene und geprägte Kupferstücke) mit Nennwerten von 1⁄48, 1⁄24 und 1⁄12 Rixdollar eingeführt. 1802 kamen gewalzte Kupfermünzen für 1⁄192, 1⁄96 und 1⁄48 Rixdollar in Umlauf, obgleich die alten Münzstücke bis 1816 weiterhin hergestellt wurden. Silbermünzen wurden schließlich 1803 zu Nennwerten von 24, 48 und 96 Stiver eingeführt.
Ab 1815 wurden Kupfermünzen in den Nennwerten ½, 1 und 2 Stiver verausgabt, die in ihrem Wert den 1⁄96, 1⁄48 und 1⁄12 Rixdollars entsprachen. Silberne Rixdollarmünzen waren ab 1821 im Umlauf.

## Banknoten
Die von der Regierung von Ceylon verausgabten Banknoten in Rixdollar wurden als 5-Rixdollar-Noten im Jahre 1809 und 2-Rixdollar-Noten 1826 in Umlauf gebracht.